# オズ (バンド)
オズは、日本の沖縄県出身の3人組ロックバンド。

## 概要
沖縄出身の3人組ロックバンド。

2006年秋、現メンバーとGt.いっせー(2013脱退)の4人で結成された。

NARUMIの存在感ある歌声と力強いステージパフォーマンスが特徴。

いっせー脱退後はサポートギタリストを入れてライブを行っていたが、2014年5月から現メンバーの3人のみでライブを行っている。

NARUMIは、ファッション誌「Zipper」で連載されるなどファッション面でも支持されているほか、持ち前の明るさから、FM NACK5の番組「STROBE NIGHT!」(月~木25:00-29:00)の火曜パーソナリティーも勤めていた(2013年4月-2014年3月)。

2015年7月3日、ホームページで解散を発表。同年10月31日にラストライブオズ FINAL TOUR RIDE on STARPARADE〜誰だって、輝ける〜 ラストワンマンライブ『JACKLANTOWN 2015』を開催し解散した。

## メンバー
| 名前             | 誕生日  | 担当     |
| ---------------- | ------- | -------- |
| NARUMI（ナルミ） | 6月7日  | ボーカル |
| SHIN（シン）     | 8月25日 | ベース   |
| ナオヒロ         | 6月5日  | ドラム   |

## 元メンバー
| 名前     | 誕生日 | 担当   |
| -------- | ------ | ------ |
| いっせー | 2月8日 | ギター |

## ディスコグラフィー

### ミュージック・ビデオ
1. ディスコレーション(2011年、監督：須永秀明)
2. ぱらっぱー(2011年、監督：須永秀明)
3. Loveless Child(2013年)
4. バーチャライダー(2014年、監督：中村ムニエル)
5. M.O.N.T.A.S.Y.(2014年)

### タイアップ
| 曲名             | タイアップ                                                  | アルバム  | 時期        |
| ---------------- | ----------------------------------------------------------- | --------- | ----------- |
| you              | 沖縄県広報番組「うまんちゅひろば」テーマソング              | NOTiCE    | 2013年      |
| M.O.N.T.A.S.Y.   | テレビ埼玉「HOTWAVE」エンディングテーマ                     | WE ARE!!! | 2014年4月   |
| バーチャライダー | バンタングループ「春の体験入学篇」CMソング                  | WE ARE!!! | 2014年春    |
| charmy           | 沖縄県広報番組「うまんちゅひろば」テーマソング              | WE ARE!!! | 2014年      |
| ゆめりか         | テレビ埼玉「NEWS930」および「WEEKEND930」エンディングテーマ | WE ARE!!! | 2014年4~6月 |